# Túpolev TB-1
El Túpolev TB-1 (en ruso: ТБ-1), también conocido como ANT-4 (en ruso: АНТ-4), fue un bombardero pesado monoplano soviético diseñado por Andréi Túpolev, y fue la columna vertebral de la fuerza de bombarderos de la Fuerza Aérea Soviética durante muchos años. Fue introducido en 1929, construyéndose en total 218 aparatos.
La nomenclatura ТБ (TB) corresponde a Tyazholy Bombardirovschik (en ruso: Тяжёлый бомбардировщик, bombardero pesado), no indicando su diseñador, ya que hasta 1944 no se adoptan las iniciales de sus diseñadores en la denominación como norma general.

## Diseño y desarrollo

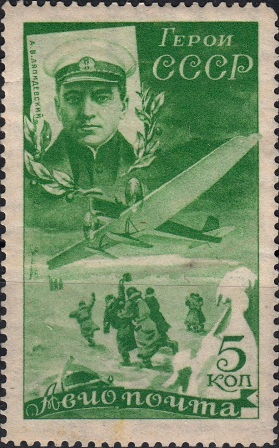
Sello soviético de 1935 con Anatoli Liapidevski, uno de los pilotos del rescate del Vapor Cheliuskin volando un ANT-4 (TB-1).

El prototipo TB-1 o ANT-4 era un monoplano de ala baja cantiléver propulsado por dos motores lineales Napier Lion de 450 hp, que realizó su primer vuelo con tren de aterrizaje de esquíes el 26 de noviembre de 1925, pilotado por Ith Tomachevski.
Concebido esencialmente para realizar misiones de bombardeo pesado, el ANT-4 presentaba una construcción íntegramente metálica, con revestimiento corrugado, y una sección de proa acristalada.
El segundo avión fue de hecho el auténtico TB-1; puesto en vuelo en julio de 1928, tenía la sección delantera del fuselaje rediseñada, con puesto de artillero en "balconada", una tripulación de cinco hombres, de los que tres eran artilleros, y una planta motriz integrada por dos motores lineales BMW VI (fabricados posteriormente en la URSS bajo licencia como M-17) de 730 hp unitarios. Un tercer prototipo, al que se denominó ANT-4bis, tenía las góndolas motrices reformadas y el armamento incrementado. 
La producción del TB-1 continuó hasta agosto de 1932, cuando se había entregado un total de 152 aviones y 66 hidroaviones de bombardeo y torpedeo TB-1P. Estos aparatos equiparon varias unidades de primera línea hasta aproximadamente 1936, antes de ser relegados a realizar cometidos de transporte bajo la designación G-1.

### Travesía Moscú-Nueva York en 1929

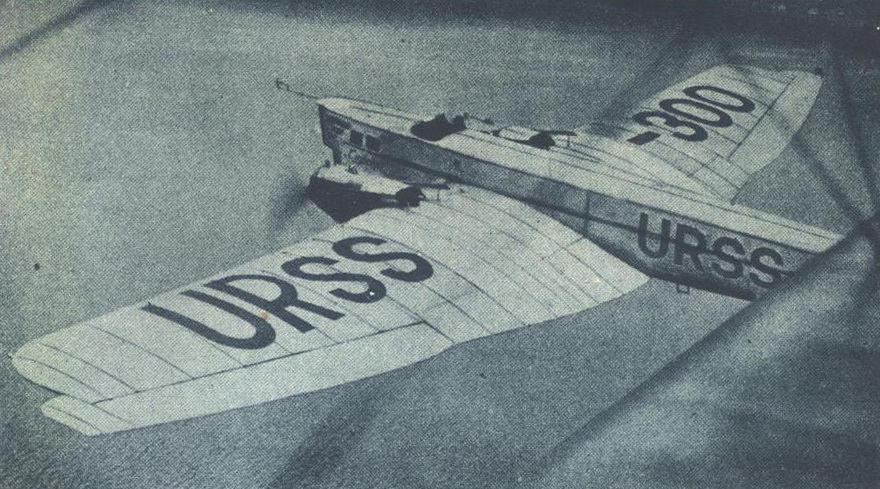
TB-1 "Strana Sovietov".

El primer TB-1 de serie, "Strana Sovietov" (en ruso: страна советов, Tierra de los Soviets), fue completado como avión de propaganda y fue equipado para realizar un vuelo a través de Siberia con destino final en Nueva York, pero resultó muy dañado en un aterrizaje forzoso el 8 de agosto de 1929 en Chitá. La tripulación, compuesta por S.A. Shestakov, F.E. Bolotov, B.V. Sterligov y D.V. Fufayev, salió indemne, y volvieron inmediatamente a Moscú, donde se preparó un segundo avión que sí pudo completar el vuelo, utilizando trenes de ruedas o flotadores oceánicos (de un Junkers G 24) según las necesidades. Este segundo Strana Sovietov cubrió 21 240 km, despegando de Moscú el 23 de agosto de 1929 y arribando a Nueva York el 1 de noviembre.

### Experimentación
Con el TB-1 se llevaron a cabo diferentes experimentos. Ejecutó el primer aprovisionamiento de combustible en vuelo con éxito, así como el lanzamiento de equipos pesados en zonas de combate y prácticas experimentales de lanzamiento de paracaidistas; también se probó la colocación de tres cohetes en cada ala para asistir al despegue en 1933.
Este modelo también se usó en los primeros experimentos con cazas parasitarios ideados por Vladimir S. Vakhmistrov o proyecto Zveno, quien obtuvo en 1931 la aprobación de las Fuerzas Aéreas de la URSS para iniciar experimentaciones en ese campo. El primero, designado Z-1, combinaba un Túpolev TB-1 y dos cazas Túpolev I-4, montados sobre las alas del bombardero. Esta combinación alzó el vuelo por primera vez el 3 de diciembre de 1931 y fue satisfactoriamente evaluada en diversas ocasiones. El desarrollo prosiguió a través del Z-1a, que comprendía un TB-1 y dos cazas Polikarpov I-5. Este proyecto prosiguió con otros esquemas, pero usando un bombardero Túpolev TB-3.

### Conversión a Túpolev G-1
Después de la retirada del servicio de los Túpolev TB-1 en 1936, 90 aparatos, bajo la nueva designación G-1, fueron transferidos para ser empleados como cargueros por Aeroflot y por las autoridades soviéticas de la aviación del Ártico Aviaarktika. Los últimos ejemplares de estos modelos fueron dados de baja en 1945.

## Variantes
TB-1
Bombardero pesado bimotor. También conocido como ANT-4.
ANT-4bis
Tercer prototipo.
TB-1P
Avión torpedero-bombardero con flotador doble.
G-1
Avión de transporte bimotor, 90 ejemplares convertidos.
ANT-19
Propuesto avión de pasajeros. No construido.

## Operadores
Unión Soviética
- Aeroflot
- Aviaarktika
- V-VS (Voenno-Vozduzhnoye Sily, Fuerza Aérea Soviética)

## Especificaciones (TB-1)

### Características generales
- Tripulación: Seis
- Longitud: 18 m (59,1 ft)
- Envergadura: 28,7 m (94,2 ft)
- Superficie alar: 121,5 m² (1307,9 ft²)
- Peso vacío: 4520 kg (9962,1 lb)
- Peso útil: 2290 kg (5047,2 lb)
- Peso máximo al despegue: 6810 kg (15 009,2 lb)
- Planta motriz: 2× motor lineal V12 refrigerado por líquido Mikulin M-17 (BMW VI fabricados bajo licencia).
  - Potencia: 510 kW (703 HP; 694 CV) cada uno.

### Rendimiento
- Velocidad máxima operativa (Vno): 178 km/h (111 MPH; 96 kt)
- Régimen de ascenso: 2,4 m/s (468 ft/min) hasta 3000 m
- Carga alar: 56,8 kg/m² (11,6 lb/ft²)
- Potencia/peso: 0,15 kW/kg

### Armamento
- Ametralladoras: 

  - 6x ametralladoras DA de 7,62 mm
- Bombas: Hasta 1000 kg de bombas convencionales

## Aeronaves relacionadas

### Desarrollos relacionados
- Túpolev TB-3
- Túpolev R-6

### Secuencias de designación
- Secuencia ANT-_ (interna de Túpolev): ANT-1 - ANT-2 - ANT-3 - ANT-4 - ANT-5 - ANT-6 - ANT-7 →
- Secuencia TB-_ (Bombarderos Pesados soviéticos, 1923-1940): TB-1 - TB-2 - TB-3 - TB-4 →
- Secuencia G-_ (Aviones de Carga soviéticos, 1923-1940): G-1 - G-2 →